# Костижа
Костижа — река в Калужской области России.
Протекает в восточном направлении по территории Медынского района. Берёт начало на границе с Износковским районом, впадает в реку Шаню в 71 км от её устья по правому берегу. Длина реки составляет 10 км.

## Данные водного реестра
По данным государственного водного реестра России относится к Окскому бассейновому округу, водохозяйственный участок реки — Угра от истока и до устья, речной подбассейн реки — Бассейны притоков Оки до впадения Мокши. Речной бассейн реки — Ока.
Код объекта в государственном водном реестре — 09010100412110000021511.